# Sidi Bou Ali (délégation)
Sidi Bou Ali est une délégation tunisienne dépendant du gouvernorat de Sousse.
En 2004, elle compte 17 606 habitants dont 8 890 hommes et 8 716 femmes répartis dans 3 920 ménages et 4 435 logements.